# Roode Steen
El Roode Steen (Piedra roja) o Kaasmarkt ("Mercado del Queso") es la plaza central de la ciudad holandesa de Hoorn, situada en una intersección de calles en el centro de la ciudad. Se caracteriza por el edificio del Statencollege del siglo XVII, que alberga el Museo Westfries así como el Waag, una "casa de pesaje" de la misma época. El Roode Steen es un lugar céntrico para eventos y catering. Recibe su nombre de una piedra donde se llevaban a cabo ejecuciones. La piedra original se encuentra en el Museo Westfries mientras que en la plaza se ha instalado una réplica.
En el centro de la plaza se alza la estatua de Jan Pieterszoon Coen, gobernador de la VOC oriundo de la zona.
Hasta la Segunda Guerra Mundial, el mercado del queso se celebraba en Roode Steen, y la plaza también se conocía como el "Mercado del Queso". Desde 2007, el mercado del queso se recrea durante los meses de verano.